# Onjuist spatiegebruik

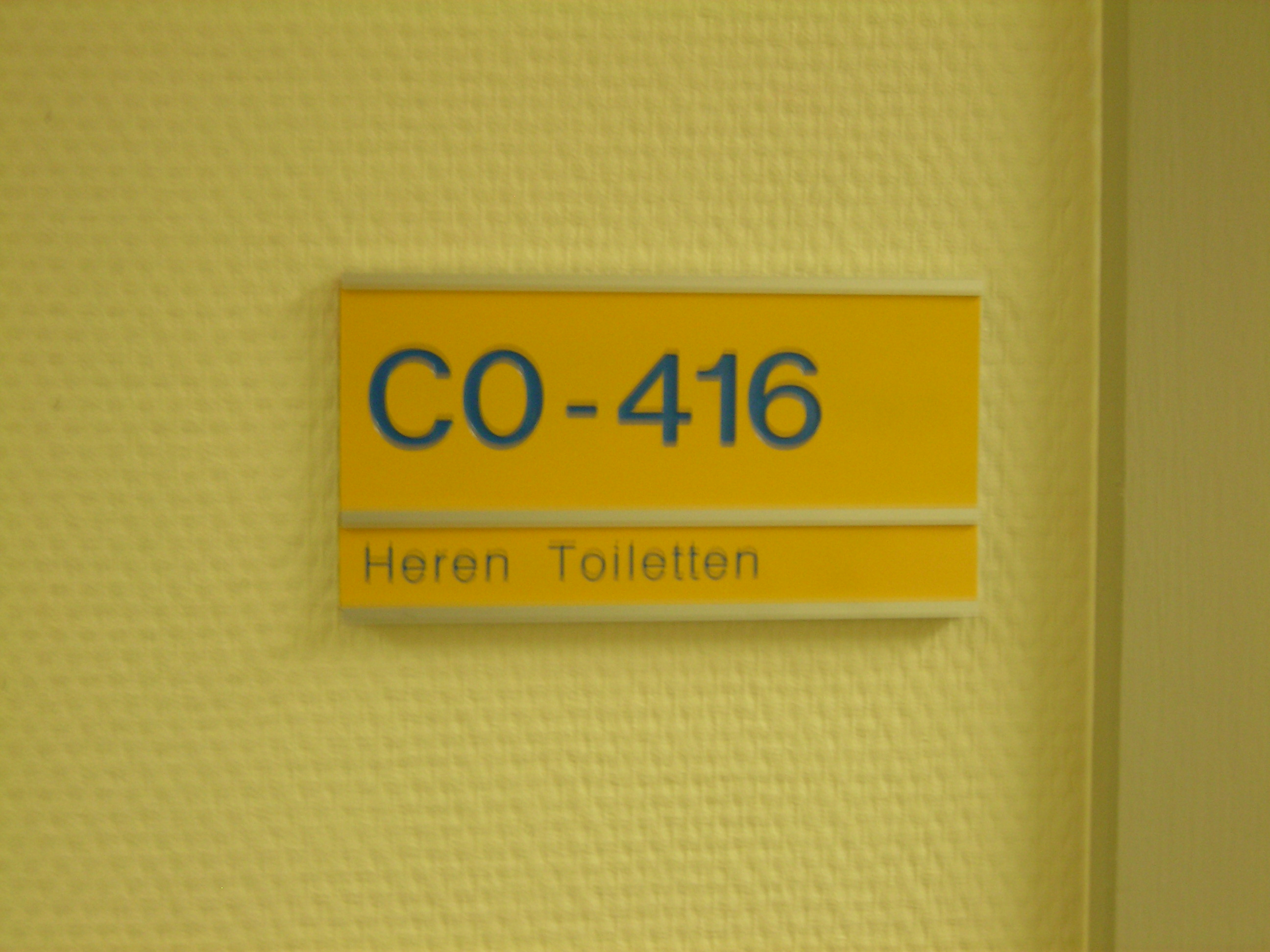
Onjuist spatiegebruik in het AMC-ziekenhuis op een bordje bij de herentoiletten

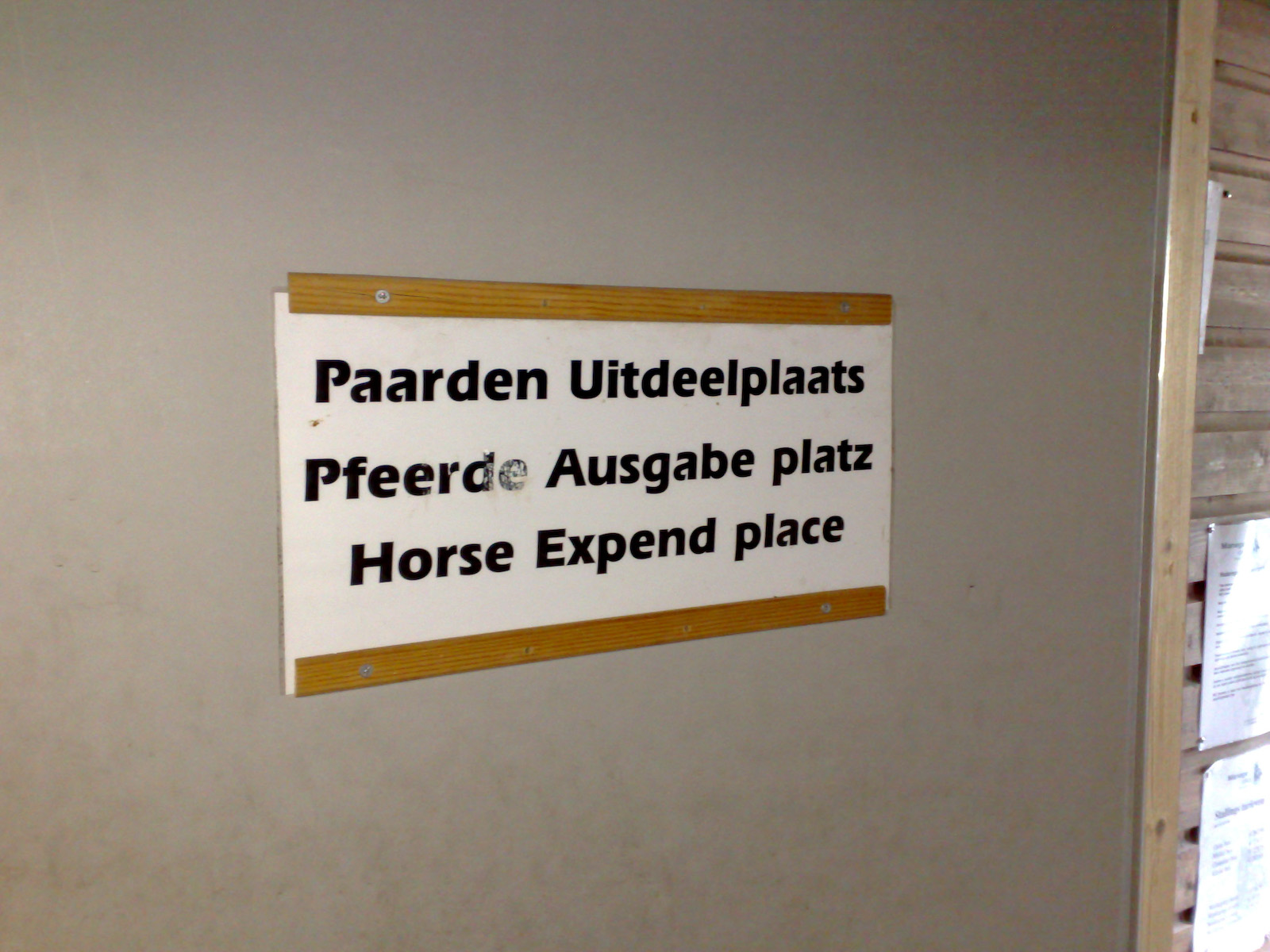
Onjuist spatiegebruik op een bord bij een paardenstal in Port Zélande. De Duitse en Engelse vertalingen eronder zijn verder voorbeelden van respectievelijk steenkolenduits en steenkolenengels.

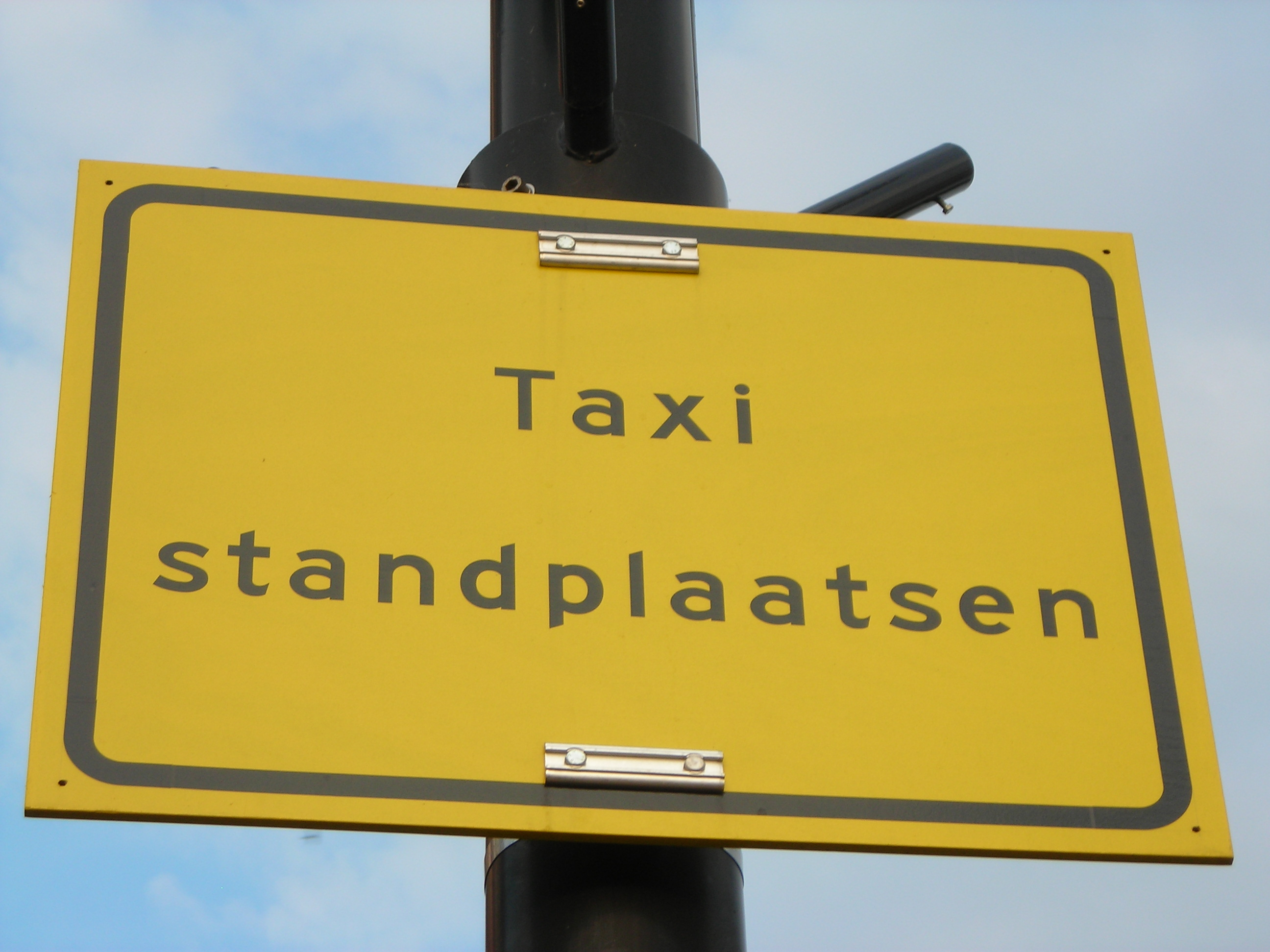
Onjuist spatiegebruik op een verkeersbord ter aanduiding van taxistandplaatsen

Onjuist spatiegebruik is het verschijnsel dat woorden die deel zijn van een samenstelling los van elkaar worden geschreven, met een spatie ertussen, terwijl de spellingsregels voorschrijven dat ze aan elkaar of met een liggend streepje moeten worden geschreven.
De term wordt bij uitstek gebruikt voor dergelijke fouten in het Nederlands, waar samenstellingen volgens de officiële regels als één woord worden geschreven mits hierdoor geen verwarring ontstaat over de uitspraak of betekenis van de samenstelling als geheel. Het komt vooral voor bij vrij lange samengestelde woorden, of als een van de delen een eigennaam of merknaam is.

## Soorten spatiefouten
- Twee of meer zelfstandige naamwoorden
- Een bijvoeglijk naamwoord en twee of meer zelfstandige naamwoorden
- Bijwoorden (bijv. 'naar mate' waar 'naarmate' correct is.[1])

## Voorbeelden
| fout                         | goed                       |
| ---------------------------- | -------------------------- |
| grote steden beleid          | grotestedenbeleid          |
| IBM computer                 | IBM-computer               |
| web pagina                   | webpagina                  |
| A-merk assortiment           | A-merkassortiment          |
| anti discriminatie wetgeving | antidiscriminatiewetgeving |
| stress bestendiger           | stressbestendiger          |
| hoge snelheids trein         | hogesnelheidstrein         |

## Betekenisverandering
Soms kan een onjuiste spatie ook een onbedoelde betekenisverandering opleveren.
- Een samengesteld woord "ab" van de woorden "a" en "b" betekent "b van a". Als er een spatie wordt gebruikt, dus "a b", betekent het "a van b" (in telegram- of krantenkopstijl).
Bijvoorbeeld "de taxatiekosten" betekent "de kosten van de taxatie" en "taxatie kosten" is telegramstijl voor "de taxatie van de kosten".[2]
- Een bijvoeglijk naamwoord "a" voor een samengesteld woord "bc" in de vorm "abc" slaat alleen op "b". Als er een spatie wordt gebruikt, dus "a bc", dan slaat "a" op "c".
Bijvoorbeeld "oudekaaskroket" betekent "de kroket met oude kaas erin" en "de oude kaaskroket" betekent "de oude kroket met kaas erin".[3]

| met of zonder spatie    | betekenis                             |
| ----------------------- | ------------------------------------- |
| oud en nieuw gebak      | oud gebak en nieuw gebak              |
| oud-en-nieuwgebak       | gebak ter ere van oud en nieuw        |
| naakt portretschilderen | de schilder is naakt                  |
| naaktportretschilderen  | het model is naakt                    |
| 10% studenten korting   | 10% van de studenten krijgt korting   |
| 10% studentenkorting    | studenten krijgen een korting van 10% |
| oranje bal              | een bal in de kleur oranje            |
| Oranjebal               | een feest ter ere van Koningsdag      |
| studenten journalistiek | studenten die journalistiek studeren  |
| studentenjournalistiek  | journalistiek van/door studenten      |
| groot grondbezitter     | een grondbezitter van groot aanzien   |
| grootgrondbezitter      | iemand die veel grond bezit           |
| rode wijnglazen         | een wijnglas van rode kleur           |
| rodewijnglazen          | een glas voor rode wijn               |
| rechts systeem          | systeem is (politiek) rechts          |
| rechtssysteem           | systeem van afspraken en waarborgen   |

## Oorzaken
Een van de oorzaken is de spellingcontrole in tekstverwerkers, die soms niet goed omgaat met samenstellingen en deze als foutief aanmerkt maar de losse woorden niet.
Voor zover er bij onjuist spatiegebruik in het Nederlands inderdaad sprake is van Engelse invloed, betreft het een vorm van interferentie.

## Ezelsbruggetje
De klemtoon van een woord verandert als het niet aan elkaar geschreven wordt. Een woord dat aaneengeschreven wordt, krijgt maar één hoofdklemtoon: bij brandweerauto ligt de hoofdklemtoon op bránd-, terwijl de oorspronkelijke klemtoon van -auto een bijklemtoon wordt. Als het woord in losse delen geschreven wordt, krijgt ieder deel een eigen hoofdklemtoon: 'bránd wéér áuto' (of 'brándweer áuto'). Bovendien verandert het uitspraakritme. Terwijl brandweerauto in één keer, zonder pauze uitgesproken wordt, wordt 'brandweer auto' uitgesproken als 'brandweer - korte pauze - auto'. In twijfelgevallen kan de klemtoon veelal uitsluitsel geven over de juiste schrijfwijze.

## Andere benamingen

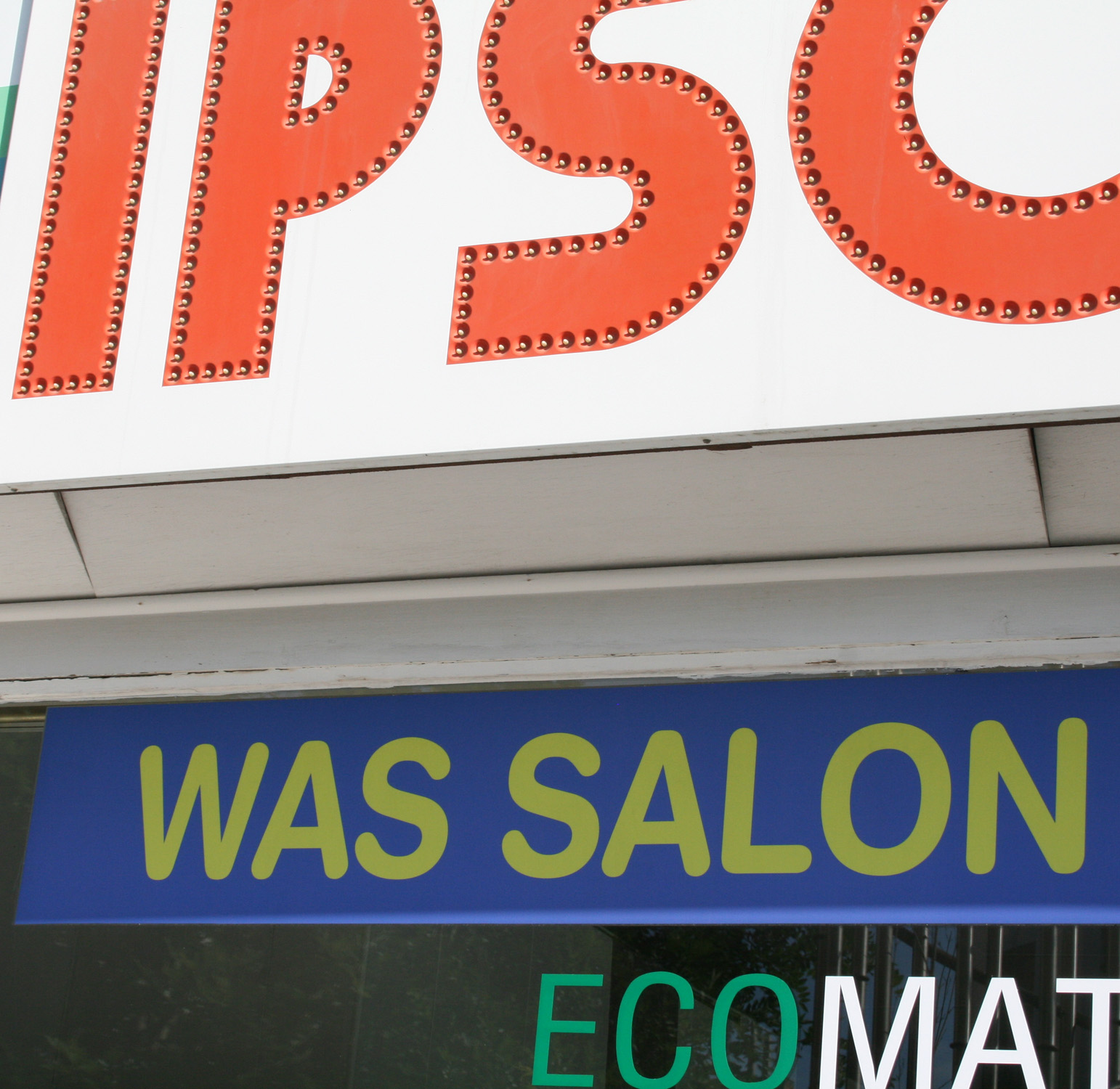
Onjuist spatiegebruik: "was salon"

Andere gebruikte benamingen voor onjuist spatiegebruik zijn losschrijfziekte, soms spatitis of Engelse ziekte. Het laatste is tevens een meer algemene benaming voor een aantal mogelijke Engelse invloeden op het taalgebruik. In het Engels worden samenstellingen doorgaans juist als twee of meer losse woorden geschreven. Onjuist spatiegebruik komt in het Engels zelf overigens ook voor, bijvoorbeeld "show room" in plaats van het correcte "showroom".